# 敘利亞—美國關係
叙利亚和美国之间目前不存在外交关系，自從叙利亚内战於2012年爆發後兩國之間就處於斷交狀態。

## 早期歷史

### 1835–1946
兩國之間的外交關係始于1835年，当时美国向仍屬於奥斯曼帝国的阿勒颇派駐了一位領事。  1945年叙利亚宣布独立后，美国在大马士革设立了领事馆。 1946年9月7日，美国承认叙利亚独立，並且向敘利亞派駐了外交使团。

### 1957–1990
1957年，由于中央情报局企图推翻叙利亚总统舒克里·库瓦特利，叙利亚要求美国駐大使离开大马士革，同時敘利亞召回該國駐美大使。以色列占领戈兰高地之后，1967年，美国与叙利亚斷交。 1974年6月，以色列与叙利亚恢復接觸後，美国总统尼克松到訪大马士革。

### 1990–2000
海湾战争期間，叙利亚選擇与美国合作。美国还與叙利亚就終結黎巴嫩内战進行磋商。
1991年，叙利亚总统哈菲兹·阿萨德接受时任总统布什的邀请出席中东和平会议，并与以色列領導人舉行會晤。
1994 ，美國總統比尔·克林顿访问叙利亚； 2000年3月，比尔·克林顿在日内瓦会见哈菲兹·阿萨德。 

### 2001–2008
九一一袭击事件發生后，叙利亚又在反恐战争中與美國展開合作。 
由於叙利亚反对美國發動伊拉克战争，两国关系再度恶化。此時外国武装分子利用叙利亚边境进入伊拉克，同時叙利亚拒绝将前萨达姆·侯赛因政府人員驱逐出境，而且同期還有大量伊拉克难民涌入叙利亚。2003年5月，美国国务卿科林·鲍威尔访问大马士革，要求叙利亚关闭哈马斯、巴勒斯坦伊斯兰圣战运动和解放巴勒斯坦人民阵线駐敘利亞办事处。 
黎巴嫩前总理拉菲克哈里里被暗杀后，两国关系再度陷入低谷。 2005年2 月，美国召回了該國驻敘利亞大使。

## 恐怖主义指控
叙利亚是一个世俗的独裁國家。1979年，叙利亚被列入支持恐怖主义的国家名單中，美國還認為該國是恐怖分子的“避风港”，因为叙利亚政府允许哈马斯、巴勒斯坦伊斯兰圣战组织和解放巴勒斯坦人民阵线等组织在其境内活动。1986年，亚历山大·黑格在接受美国有线电视新闻网采访时表示叙利亚是支持恐怖主義的頭號國家。同年，美国召回了該國駐敘利亞大使并对叙利亚实施進一步制裁。2010年4月，美國指控叙利亚向黎巴嫩的真主党武裝提供飞毛腿导弹。 
叙利亚曾多次公开谴责恐怖袭击，並且否认該國与哈里里遇刺有任何关系。叙利亚當局表示該國禁止任何人以叙利亚为基地对西方人發動恐怖襲擊。 

### 2006年美国駐敘利亞大使馆未遂爆炸事件
2006年9月12日，美国駐敘利亞大使馆遭到四名持枪武装分子袭击。叙利亚安全部队打死三名袭击者，打伤一名袭击者。一名保安和一名路人在襲擊中喪生。美國政府一度發佈敘利亞旅行警告。2010年2月，美国取消了叙利亚旅行警告。 

## 经济制裁
美国政府对叙利亚实施了一系列经济制裁。

### 行政命令
美國總統乔治·沃克·布什執政期間颁布了一系列制裁敘利亞的行政命令，例如美國政府禁止美国银行及其子公司在叙利亚商业银行开设账户。2010年5月，美国总统贝拉克·奥巴马延长了制裁措施的到期時間。 截至2010年，已有20名叙利亚公民受到制裁。
2011年8月18日，奥巴马总统签署第 13582 号行政命令宣佈冻结叙利亚政府所有资产，禁止美国人與叙利亚政府進行交易，禁止美国进口源自叙利亚的石油或石油产品，禁止美国人在叙利亚經商、開辦企業或投资。 後來美國政府禁止該國向叙利亚出口除食品和药品外的大部分商品。 

## 2009年後
奥巴马政府一度与叙利亚開啟和解。然而由於叙利亚内战爆發，两国关系急剧降温，包括奥巴马总统在内的美国政府要員多次要求叙利亚总统巴沙尔·阿萨德下台。
2011年9月下旬至10月上旬，美国在联合国安理会發起動議，內容是谴责叙利亚政府镇压人民並要求各國对叙利亚实施经济制裁，但這一提议被俄罗斯和中华人民共和国否決。 
2011年10月24日，美国宣布召回該國駐敘利亞大使。 
2012年5月胡拉大屠杀發生后，美国国务院要求叙利亚驻华盛顿临时代办要在72小时內离开美國。 
自2012年2月6日起，美国駐敘利亞大使馆暫時關閉。
2012年12月，美国总统奥巴马宣布，美国将承认叙利亚反对派和革命力量全国联盟为叙利亚合法政府。  2014 年5月，美國政府承認叙利亚反对派和革命力量全国联盟駐美国办事处为外交使团。  
自2012年以来，中央情报局一直向叙利亚反政府军提供武器。 其中一些武器落入了諸如征服沙姆陣線和伊斯兰国等組織的武裝分子手中 。  
2017年7月，唐纳德·特朗普总统為改善與俄羅斯的關係，下令中央情报局要逐步停止支持反政府军。  
2018年12月19日，特朗普总统宣布將讓在敘利亞執行軍事任務的2,000-2,500名美军撤出敘利亞。 
2017年3月29日，美国国务卿蒂勒森表示，巴沙尔·阿萨德总统的任期将“由叙利亚人民决定”。  2017年3月30 日，美国常驻联合国代表妮基·黑利重申，美国不再將巴沙尔·阿萨德下台列為優先事項。 
2017年4月7日，美国摧毁了位於霍姆斯省的谢拉特空军基地，美军声称參與2017年汗谢洪化学武器袭击事件的飛機曾從該基地起飛。 
2018年4月，美国与法国和英国一道發動2018年大马士革和霍姆斯轰炸。 
2020年6月17日，美國發佈凯撒叙利亚平民保护法案。 
2020年11月9日，特朗普政府对支持阿萨德政权的实体和个人实施進一步制裁。 
2025年5月13日，美国总统特朗普宣布解除美国对叙利亚的所有制裁。7月1日，白宮發佈行政命令，即日起取消對敘制裁。